# Зан, Виллем ван дер
Виллем ван дер Зан (нидерл. Willem van der Zaan) — генерал-майор (шаутбенахт) голландского флота. По приказу Генеральных Штатов принимал участие в Первой и Второй англо-голландской войне. За выдающиеся заслуги перед страной, четыре раза был удостоен награды — почётная золотая цепь.

## Биография
Виллем ван дер Зан родился в Амстердаме 26 июня 1621 года. В 1654 году он женится на Агате ван дер Эйк (Agatha van der Eyck 1633—1703). В этом браке был рожден сын — Виллем ван дер Зан младший (Willem van der Zaen de Jongere), который также стал капитаном голландского военно-морского флота. Виллем ван дер Зан был убит 17 марта 1669 года у берегов Марокко. Фатальным для него стал выстрел в грудь во время высадки на флагманский корабль адмирала алжирского флота. Был похоронен в здании Ауде Керк в Амстердаме, где Ромбоут Верхюльст выполнил для него надгробный памятник.

## Военная карьера

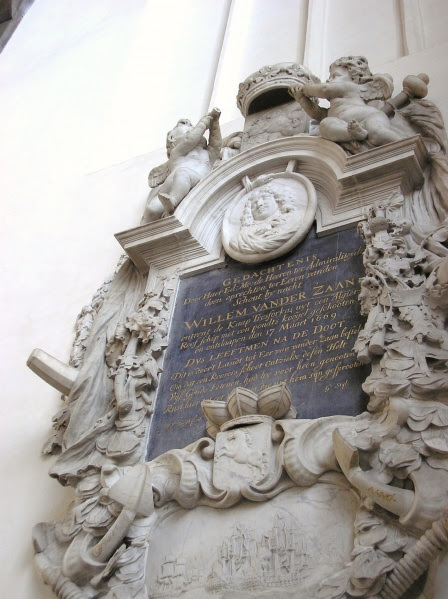
Надгробье Виллема ван дер Зана в Ауде Керк, Амстердам

В возрасте 15 лет поступает на службу к адмиралу Тромпу в качестве юнги. К 1652 году дослужился до звания — капитан. В этом звании Виллем ван дер Зан принял командование кораблем, который участвовал в Первой англо-голландской войны (1652—1654 годов). В этом же бою был убит его брат — Йорис ван дер Зан (Joris van der Zaan). В битве при Портленде был убит второй его брат — (Huybrecht van der Zaan) и Виллем ван дер Зан назначается капитаном его корабля под названием «Campen». К 1655 году становится полноправным капитаном. В 1656 году назначается командиром корабля Zuyderhuys, где среди прочих членов команды, находился его племянник — Cornelis van der Zaan (сын покойного Huybrecht van der Zaan, впоследствии также ставший капитаном). В 1657 году Виллем ван дер Зан принял участие в военно-морском походе под командованием вице-адмирала Михаила де Рюйтера. Во время этого произошло событие, которое повлияло на французско-голландские отношения. Виллем ван дер Зан захватил французский военный корабль Chasseur, который занимался капёрством, тем самым вскрыв тайный план французского правительства. После этого, Генеральные Штаты Республики Соединённых провинций наградили его почетной золотой цепью. С 1658 по 1660 годы принимал участие в боевых действиях в Балтийском море. В 1661 году Михаил де Рюйтером снова призывает Виллема ван дер Зана в военный поход в Средиземном море, целью которого было пресечение пиратской деятельности. За захват пиратского корабля и освобождение 36 рабов-христиан, Генеральный Штаты награждают его — второй почётной золотой цепью. В 1663 году он захватывает очередной пиратский корабль и, освободив 21 раба-христианина, получает третью почётную золотую цепь. К концу 1664 года, Адмиралтейство Амстердама назначает Виллема ван дер Зана временным вице-адмиралом.

### Список битв
| Название                       | Дата                           | Описание |
| ------------------------------ | ------------------------------ | --- |
| Сражение у мыса Дандженесс     | 10 декабря 1652 года           | Виллем ван дер Зан в звании капитана командует кораблем «Prinses Aemilia» (встречается вариант написания — Emilia). Сражение окончилось полной победой голландского флота.              |
| Портлендское сражение          | 28 февраля — 2 марта 1653 года | Виллем ван дер Зан принял командование кораблем «Campen». Сражение окончилось победой английского флота.                                                                                |
| Сражение при Габбарде          | 12 −13 июня 1653 года          | Виллем ван дер Зан принял командование кораблем «Campen». Сражение окончилось победой английского флота.                                                                                |
| Сражение в Эресунне            | 8 ноября 1658 года             | Виллем ван дер Зан принял командование кораблем «Huys Tijdverdrijf». Победа объединенного флота Республики Соединённых провинций и Дании с Норвегией над военно-морскими силами Швеции. |
| Четырёхдневное сражение        | 11 июня — 14 июня 1666 года    | Виллем ван дер Зан принял командование кораблем «Beschermer». Победа голландского флота.                                                                                                |
| Сражение в день Святого Иакова | 4 августа 1666 года            | Виллем ван дер Зан принял командование кораблем «Geloof». Победа английского флота. |
| Рейд на Медуэй                 | 19 июня — 24 июня 1667 года    | Виллем ван дер Зан командовал кораблем прикрытия — «Hollandia». Победа голландского флота.                                                                                              |

## Упоминание
В честь Виллема ван дер Зана были названы корабли голландского флота:
- Hr.Ms. Willem van der Zaan (1939);
- Hr.Ms. Willem van der Zaan (1991)

## Примечание
1. ↑  Admirals of the World – A Biographical Dictionary, 1500 to the Present. William Stewart. — McFarland, 2009. — С. 103. — 341 с. — ISBN 9780786482887.
2. ↑  Willem Van der Zaan. Oude Kerk (Old Church). findagrave.com. Дата обращения: 1 июля 2016. Архивировано 20 сентября 2016 года.
3. ↑  Eric Flint Charles E. Gannon. 1636: Commander Cantrell in the West Indies. — Baen Publishing Enterprises, 2014. — 624 с. — ISBN 9781625792839.
4. ↑  F 829 - HNLMS Willem van der Zaan. Royal Netherlands Navy / Koninklijke Marine – Frigate. seaforces.org. Дата обращения: 1 июля 2016. Архивировано 11 апреля 2018 года.
5. 1 2 3  Dutch Warships in the Age of Sail 1600-1714 – Design, Construction, Careers & fates. James Bander. — Seaforth Publishing, 2014. — 328 с. — ISBN 9781848321571.
6. ↑  Rif Winfield. British Warships in the Age of Sail 1603-1714: Design, Construction, Careers and Fates. — Publisher Seaforth Publishing, 2010. — С. 35. — 384 с. — ISBN 9781783469246.